# The Kennedy/Marshall Company
The Kennedy/Marshall Company (krócej K/M) – amerykańska firma produkcyjna założona w 1992 przez dwójkę producentów: Kathleen Kennedy i Franka Marshalla, po tym jak odeszli oni z Amblin Entertainment.
Początkowo podpisała 3-letnią umowę z Paramount Pictures. Pierwszą produkcją wytwórni był dramat katastroficzny Alive, dramat w Andach (Alive, 1993).